# Orchestre révolutionnaire et romantique
L’Orchestre Révolutionnaire et Romantique, fondé en 1989 par John Eliot Gardiner est un orchestre spécialisé dans la musique classique et romantique. 

## Description
L'ORR utilise les principes et les instruments originaux de la création historique de l’œuvre jouée. L’orchestre enregistre des symphonies, des opéras, des concertos et d’autres œuvres de Beethoven, Berlioz, Brahms, Gluck, Mendelssohn, Schumann, Verdi et Weber. L’orchestre et le Monteverdi Choir enregistrent la première (audio et télévisuelle) de la Messe solennelle de Berlioz dans l’Abbaye de Westminster à Londres en 1993,. L’orchestre joua dans Eroica (en) un téléfilm de la BBC dramatisant la propre performance de Beethoven de sa troisième symphonie Héroïque.